# Nicanor (general seléucida)
Nicanor (en griego Nικάνωρ, fallecido en 161 a. C.) fue un general griego de la Siria seléucida, bajo Antíoco IV Epífanes y Demetrio I Sóter, luchó para sofocar la Revuelta de los macabeos.

## Carrera militar
Era hijo de Patroclo, y uno de los amigos del rey (2 Macc 8:9). Después de la derrota de Seron por Judas Macabeo en la Batalla de Bet Horón, Epifanes confió a su canciller Lisias la destrucción de Judea (1 Macc 3:34). Nicanor era uno de los tres generales encargados por Lisias, siendo los otros, Ptolomeo hijo de Dorimenes, y Gorgias (1 Macc 3:38). La campaña empezó en 166 a. C.; griegos y sirios fueron derrotados en la batalla de Emaús (1 Macc 3:57), mientras Gorgias en una etapa más tardía obtuvo una victoria en Jamnia sobre un grupo de judíos, que desobedecieron a Judas Macabeo (1 Macc 5:58). El relato de 2 Macabeos difiere considerablemente, tanto en omisiones como en adiciones (2 Macc 8:9). Allí, es Nicanor, no Gorgias, el jefe al mando. La batalla de Emaús no es mencionada, pero «el tres veces maldito Nicanor», tuvo el orgullo desmesurado de invitar a compradores de esclavos a acompañarle para comprar a los futuros cautivos judíos, resultando humillado, y su anfitrión fue destruido, huyendo él mismo «como un esclavo fugitivo» a Antioquía (2 Macc 8:34 f).

## Bajo el rey Demetrio
Después de las muertes de Epifanes, Eupator, y Lisias (los dos últimos, a manos de Demetrio, 1 Macc 7:2), Nicanor aparece otra vez bajo el rey Demetrio I Sóter en la lucha entre Alcimo y Judas. Alcimo, habiendo accedido al sacerdocio por medio del funcionario de Demetrio, Báquides, no podía sostenerse contra Judas y los patriotas. Apeló otra vez a Demetrio, quien este tiempo seleccionó a Nicanor, ahora gobernador de Chipre (2 Macc 12:2), conocido por su aversión mortífera a los judíos, para resolver la disputa y matar a Judas (2 Macc 14:12; 1 Macc 7:26). Nicanor fue nombrado gobernador de Judea en esta ocasión. Otra vez 1 y 2 Macabeos difieren. Según 1 Macabeos, Nicanor buscó en vano coger a Judas a traición. Entonces siguió la batalla de Capharsalama ("pueblo de paz"), en la que tanto griegos como sirios fueron derrotados, aunque dice que Judas fue el derrotado. Nicanor se retiró a Jerusalén, insultó a los sacerdotes y amenazó con la destrucción del templo, a no ser que entregaran a Judas.

## Muerte
Entonces se retiró a Beth-horon para encontrar a Judas, que se le oponía en Adasa (1 Macc 7:39), distante 5,5 km. Aquí, en el día 13 del 12º mes de Adar (marzo) de 161 a. C., las fuerzas greco-sirias tuvieron una derrota aplastante en la Batalla de Adasa, siendo Nicanor el primero en caer. Los judíos cortaron su cabeza y su mano derecha, y las colgaron junto a Jerusalén. El pueblo ordenó mantener este "día de gran alegría" —el 13º de Adar, «el dia antes el día de Mardoqueo» (fiesta de Purim), y se instituyó el «Día de Nicanor».